# Landgericht Burghausen
Das Landgericht Burghausen war ein von 1803 bis 1879 bestehendes bayerisches Landgericht älterer Ordnung mit Sitz in Burghausen im heutigen Landkreis Altötting. Die Landgerichte waren im Königreich Bayern Gerichts- und Verwaltungsbehörden, die 1862 in administrativer Hinsicht von den Bezirksämtern und 1879 in juristischer Hinsicht von den Amtsgerichten abgelöst wurden.

## Geschichte
Burghausen war Sitz eines der vier Rentämter des Herzogtums Bayern. 1779 wurde Burghausen Grenzstadt mit dem Verlust des Innviertels als Hinterland. 1803 wurde im Verlauf der Verwaltungsneugliederung Bayerns das Landgericht Burghausen errichtet. Es gehörte ab 1817 zum Unterdonaukreis (Hauptstadt Passau). Im Zuge der 1837 vollzogenen Umbenennung der damaligen Kreise Bayerns in die heute noch gültigen Regierungsbezirke, kam es zu der Gebietsveränderung zwischen dem Isar- und Unterdonaukreis bzw. Ober- und Niederbayern, die den Raum um Burghausen zu Oberbayern brachte.
Das Landgericht umfasste die folgenden Gemeinden: Burghausen, Burgkirchen a.d.Alz, Dorfen, Feichten a.d.Alz, Gufflham, Haiming, Halsbach, Hirten, Holzfeld, Kirchweidach, Mehring, Neukirchen a.d.Alz, Oberzeitlarn, Piesing, Raitenhaslach, Schützing, Wald a.d.Alz.
Das Bezirksamt Altötting wurde im Jahr 1862 durch den Zusammenschluss (in administrativer Hinsicht) der Landgerichte älterer Ordnung Altötting und Burghausen gebildet. Das Landgericht in Burghausen war nur noch für die Rechtsprechung zuständig. Anlässlich der Einführung des Gerichtsverfassungsgesetzes am 1. Oktober 1879 kam es zur Errichtung eines Amtsgerichts in Burghausen, das Landgericht älterer Ordnung wurde gleichzeitig aufgelöst.